# Élections régionales de 2018 au Molise
 (novembre 2018).
Si vous disposez d'ouvrages ou d'articles de référence ou si vous connaissez des sites web de qualité traitant du thème abordé ici, merci de compléter l'article en donnant les références utiles à sa vérifiabilité et en les liant à la section « Notes et références ».
Les élections régionales de 2018 au Molise (en italien : Elezioni regionali in Molise del 2018) se tiennent le dimanche 22 avril 2018 afin d'élire le président de la junte régionale et les 20 autres membres de la XIIe législature du conseil régional du Molise.
Le scrutin voit la victoire de Donato Toma et sa coalition de centre droit et l'effondrement du centre gauche au pouvoir depuis cinq ans.

## Contexte
Le Molise a été longtemps un fief du centre droit. Jusqu'en 1990, la défunte Démocratie chrétienne (DC) y remportait la majorité absolue des voix et des sièges à pourvoir. Elle a ensuite été dominée par le centre droit, avec de brèves expériences de centre gauche.
Lors des élections de 2013, le candidat du centre gauche Paolo Di Laura Frattura est élu président de la junte régionale avec 44,7 % des voix et 13 conseillers régionaux sur 21, devançant le président sortant de centre droit de presque 19 points. Il ne se représente pas à l'issue de son mandat de cinq ans.

## Mode de scrutin
L'élection se tient selon les principes généraux de la loi Tattarella de 1995 : le président de la junte régionale est élu au suffrage universel direct et au scrutin uninominal majoritaire à un tour avec prime de majorité pour la liste ou la coalition le soutenant.
Le jour du scrutin, l'électeur vote deux fois (sur un même bulletin de vote). Il accorde un suffrage à l'un des candidats à la présidence de la junte régionale et un suffrage à un parti politique.
À l'issue du dépouillement, est proclamé élu président de la junte régionale le candidat ayant recueilli le plus grand nombre de suffrages exprimés. Le parti ou la coalition qui le soutient reçoit automatiquement 12 sièges. Il ne peut en obtenir plus de 14. À ce total de conseillers s'ajoute le président élu. Parmi les 8 à 6 sièges attribués aux partis d'opposition, l'un revient automatiquement au candidat à la présidence défait qui a remporté le plus grand nombre de voix.
Les mandats attribués à la majorité et à l'opposition sont ensuite répartis entre les listes dont le candidat a recueilli au moins 8 % des exprimés, et qui ont elles-mêmes rassemblé au moins 3 % des voix.
Le conseil régional compte un total de 21 membres : 20 conseillers élus à la proportionnelle et le président de la junte.
Une modification du système électoral a été adoptée en fin de législature, qui dispose que les deux circonscriptions (correspondant aux deux provinces) sont abolies, au profit d'une seule circonscription, correspondant à la région en entier,.

### Répartition des sièges
| Campobasso                | "Molise"                  | 19 | 3             |  |  |  |  |  |  |  |
| Isernia                   | "Molise"                  | 19 | 3             |  |  |  |  |  |  |  |
| Candidats à la présidence | Candidats à la présidence | 2  | 3             |  |  |  |  |  |  |  |
| Total                     | Total                     | 21 | en stagnation |  |  |  |  |  |  |  |
|                           |                           |    |               |  |  |  |  |  |  |  |

## Principales forces politiques
Les principales forces politiques en présence sont la coalition de centre gauche, formée autour du PD et emmenée par le conseiller au Développement économique de la junte régionale Carlo Veneziale, la coalition de centre droit, qui rassemble Forza Italia (FI) et la Ligue autour de l'adjoint au maire de Bojano Donato Toma, et le Mouvement 5 étoiles (M5S) d'Andrea Greco.

## Résultats
|                        |                        |            |            |                      |                                               |                           |         |         |         |               |               |       |  |  |
| Présidence             | Présidence             | Présidence | Présidence | Présidence           | Conseil                                       | Conseil                   | Conseil | Conseil | Conseil | Conseil       | Conseil       | Total |  |  |
| Candidats              | Candidats              | Votes      | %          | Sièges               | Partis                                        | Partis                    | Votes   | %       | +/-     | Sièges        | +/-           | Total |  |  |
|                        | Donato Toma (FI)       | 73 229     | 43,46      | 1                    |                                               |                           |         |         |         |               |               |       |  |  |
|                        | Donato Toma (FI)       | 73 229     | 43,46      | 1                    | Forza Italia (FI)                             | 13 627                    | 9,38    | 0,94    | 3       | 1             |               |       |  |  |
|                        | Donato Toma (FI)       | 73 229     | 43,46      | 1                    | Fierté Molise                                 | 12 122                    | 8,34    | Nv.     | 2       | 2             |               |       |  |  |
|                        | Donato Toma (FI)       | 73 229     | 43,46      | 1                    | Ligue (Lega)                                  | 11 956                    | 8,23    | Nv.     | 2       | 2             |               |       |  |  |
|                        | Donato Toma (FI)       | 73 229     | 43,46      | 1                    | Populaires pour l'Italie (PpI)                | 10 351                    | 7,12    | Nv.     | 2       | 2             |               |       |  |  |
|                        | Donato Toma (FI)       | 73 229     | 43,46      | 1                    | Union de centre (UdC)                         | 7 429                     | 5,11    | 1,16    | 1       | en stagnation |               |       |  |  |
|                        | Donato Toma (FI)       | 73 229     | 43,46      | 1                    | Frères d'Italie (FdI)                         | 6 461                     | 4,45    | Nv.     | 1       | 1             |               |       |  |  |
|                        | Donato Toma (FI)       | 73 229     | 43,46      | 1                    | Iorio pour le Molise (av. NcI)                | 5 204                     | 3,58    | Nv.     | 1       | 1             |               |       |  |  |
|                        | Donato Toma (FI)       | 73 229     | 43,46      | 1                    | Mouvement national pour la souveraineté (MNS) | 3 924                     | 2,70    | 1,25    | —       | en stagnation |               |       |  |  |
|                        | Donato Toma (FI)       | 73 229     | 43,46      | 1                    | Le Peuple de la famille (PdF)                 | 603                       | 0,41    | Nv.     | —       | en stagnation |               |       |  |  |
| Total Centre-droit     | Total Centre-droit     | 73 229     | 43,46      | 1                    | 71 677                                        | 49,32                     | 21,78   | 12      | 8       | 13            |               |       |  |  |
|                        | Andrea Greco           | 64 875     | 38,50      | 1                    |                                               | Mouvement 5 étoiles (M5S) | 45 886  | 31,57   | 19,39   | 5             | 3             | 6     |  |  |
|                        | Carlo Veneziale (PD)   | 28 818     | 17,10      | —                    |                                               |                           |         |         |         |               |               |       |  |  |
|                        | Carlo Veneziale (PD)   | 28 818     | 17,10      | —                    | Parti démocrate (PD)                          | 13 121                    | 9,03    | 5,81    | 2       | 1             |               |       |  |  |
|                        | Carlo Veneziale (PD)   | 28 818     | 17,10      | —                    | Libres et égaux (LeU)                         | 4 784                     | 3,39    | Nv.     | —       | en stagnation |               |       |  |  |
|                        | Carlo Veneziale (PD)   | 28 818     | 17,10      | —                    | Molise 2.0 (av. CD)                           | 3 459                     | 2,38    | Nv.     | —       | en stagnation |               |       |  |  |
|                        | Carlo Veneziale (PD)   | 28 818     | 17,10      | —                    | Union pour le Molise                          | 3 233                     | 2,22    | 4,35    | —       | 1             |               |       |  |  |
|                        | Carlo Veneziale (PD)   | 28 818     | 17,10      | —                    | Molise pour tous                              | 2 716                     | 1,87    | Nv.     | —       | en stagnation |               |       |  |  |
| Total Centre-gauche    | Total Centre-gauche    | 28 818     | 17,10      | —                    | 27 313                                        | 18,79                     | 31,36   | 2       | 7       | 2             |               |       |  |  |
|                        | Agostino Di Giacomo    | 707        | 0,42       | —                    |                                               | CasaPound (CPI)           | 477     | 0,33    | Nv.     | 0             | en stagnation | 0     |  |  |
|                        |                        |            |            |                      |                                               |                           |         |         |         |               |               |       |  |  |
| Votes valides          | Votes valides          | 167 629    | 96,99      |                      | Votes valides                                 | Votes valides             | 145 353 | 84,11   |         |               |               |       |  |  |
| Votes blancs et nuls   | Votes blancs et nuls   | 5 194      | 3,01       | Votes blancs et nuls | Votes blancs et nuls                          | 27 470                    | 15,89   |         |         |               |               |       |  |  |
| Total candidats        | Total candidats        | 172 823    | 100        | 2                    | Total partis                                  | Total partis              | 172 823 | 100     | –       | 19            | 3             | 21    |  |  |
| Abstentions            | Abstentions            | 158 430    | 47,83      |                      |                                               |                           |         |         |         |               |               |       |  |  |
| Inscrits/participation | Inscrits/participation | 331 253    | 52,17      |                      |                                               |                           |         |         |         |               |               |       |  |  |